# Glacier d'Otemma
Le glacier d'Otemma se trouve en Suisse dans le canton du Valais. Il est situé au sud-ouest des Alpes valaisannes le long de la frontière avec l'Italie, au sud du Pigne d'Arolla. Il a une longueur de 8 kilomètres et une largeur de 1 kilomètre. Le glacier et ses névés couvrent une surface de 16 km2. La Dranse de Bagnes émerge du glacier de l'Otemma. Ses eaux sont captées dans le lac de Mauvoisin avant de continuer jusqu'au Rhône.

## Géographie

### Caractéristiques physiques
Le glacier a pour origine les névés accrochés au flanc sud/sud-est du Pigne d'Arolla (3 790 m). Arrivée à environ 3 100 mètres, la glace se sépare en deux parties : l'une qui part vers le sud-ouest pour former le glacier d'Otemma et l'autre qui se dirige vers le nord-est pour rejoindre le glacier du Mont Collon. Le col de Charmotane (3 037 m) établit la limite entre les deux glaciers. À environ 3 000 mètres d'altitude, le glacier d'Otemma reçoit le glacier du Petit Mont Collon, situé au sud du sommet du même nom. Le glacier d'Otemma est barré au sud par la Singla (3 714 m) et au nord par les pointes du Brenay (3 711 m). La langue glaciaire termine sa course à une altitude d'environ 2 500 mètres (état en 2007), à la hauteur de la pointe d'Otemma (3 403 m). Un peu plus au nord-est, les glaciers de Bunchen et Aiguillette qui s'écoulent sur l'axe sud/nord aboutissent sur le glacier de l'Otemma.

### Évolution
Lors du Petit âge glaciaire, le glacier de l'Aouille le rejoignait près de la position actuelle de la langue glaciaire mais a désormais reculé sur le versant marquant la frontière avec l'Italie. Plus bas encore dans la vallée, le glacier de l'Épicoune faisait également partie du glacier d'Otemma. Le glacier de la Crête Sèche qui est maintenant nettement en retrait au fond d'une vallée perpendiculaire appartenait également au système glaciaire de la région.
Depuis le petit âge de glace, le glacier d'Otemma a reculé de trois kilomètres, provoquant parfois l'apparition d'un lac glaciaire dont les débâcles engendraient des inondations brutales dans la vallée de Bagnes.

Évolution du glacier en mètres. En vert, les différences de longueur cumulées. En rouge, les variations de longueur annuelles.

## Activités
Le glacier d'Otemma fait partie de la Haute route, entre Chanrion et Zermatt.